# Área de Heschl
El área de Heschl es parte de la corteza cerebral, se ubica en los giros temporales transversos del plano supra-temporal de la circunvolución temporal superior.
Corresponde a la corteza auditiva primaria aproximadamente concuerda con las áreas de Brodmann 41 y 42.
Nos permite el sentido de la audición mediante las aferencias talámicas del núcleo geniculado medial.

## Anatomía
El área de Heschl se localiza sobre la superficie superior libre, de la circunvolución temporal superior oculta en la profundidad de la cisura de Silvio.
Esta superficie se conoce como plano supra-temporal y está formado por el área de Heschl en el centro, el Planum Polare (PP) por delante y el Planum Temporale (PT) por detrás.

### Macroscopía
El área de Heschl (HG) situada sobre el plano supra-temporal, se ramifica oblicuamente desde el borde de la circunvolución temporal superior.

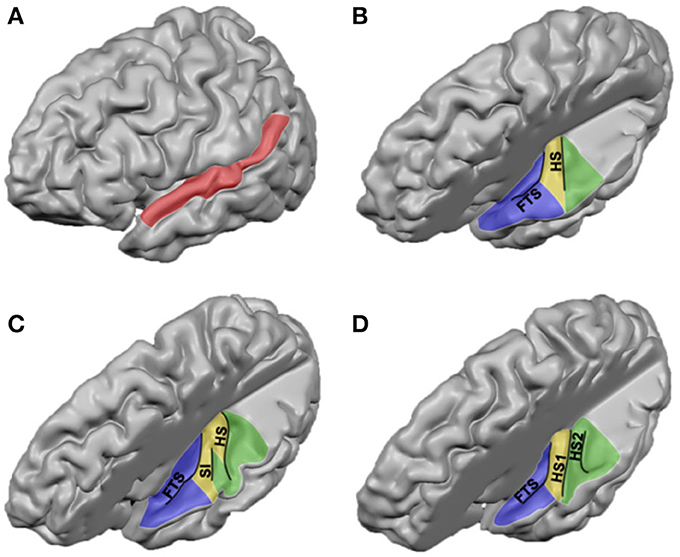
Plano supra-temporal del
giro temporal superior.
Variaciones anatómicas de los sectores en B,C y D: HG giro de Heschl en amarillo,
PP planum polare en azul,
PT planum temporale en verde.

Existe una considerable variabilidad en el número de convoluciones en el plano supratemporal del humano.
En los cerebros humanos, cuando solamente está presente un área de Heschl (HG), el núcleo visual se limita a esta área HG y ocupa sus partes medial y central.
La corteza auditiva primaria (PAC) ocupa aproximadamente la mitad del volumen del área de Heschl (HG).

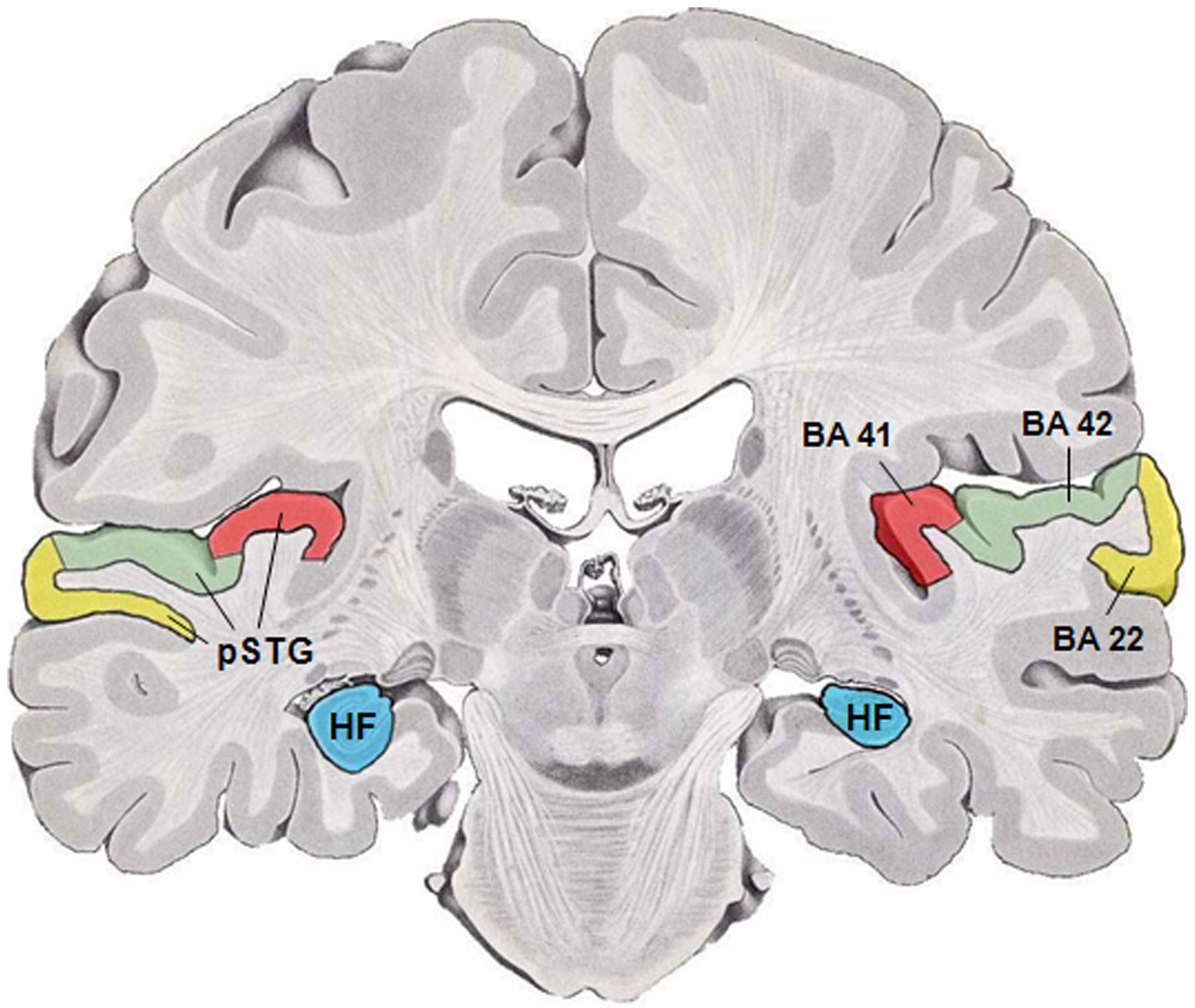
Corteza auditiva primaria, dentro de la Cisura de Silvio. Área 41 en rojo.
Área 42 en verde. Área 22 en amarillo. pSTG= posterior superior temporal gyrus

En la mayoría de la población existen otras combinaciones de área de Heschl, y la corteza auditiva primaria (PAC) puede extenderse en el área de Heschl medial e incluso hasta en la segunda área de Heschl.

### Microscopía
Cito-arquitectura.
La corteza auditiva primaria (PAC), se presenta como un núcleo de koniocorteza altamente granular.
Este núcleo tiene una capa celular IV bien desarrollada, por una aferencia densa de la parte auditiva del tálamo. La capa celular III del núcleo se  caracteriza por la presencia de células piramidales de tamaño pequeño a mediano.
Mielo-arquitectura.
Al igual que en el mono, se definió (2012) una región densamente mielinizada en el área de Heschl (75TH), que presumiblemente refleja la corteza auditiva primaria (PAC) humana.
En humanos, los estudios histológicos revelaron dos campos auditivos separados en la región auditiva primaria del área de Heschl.
Estudios de la superficie de la corteza auditiva (plano supra-temporal) reportaron que el giro de Heschl anterior (área hR) proyecta primariamente al giro temporal superior medio-anterior (mSTG-aSTG); mientras que el giro posterior de Heschl (área hA1) se proyecta primariamente al temporal superior posterior (pSTG) y al Planum temporale (área PT).

## Fisiología
La estimulación de esta área produce sensaciones auditivas burdas, como susurros, zumbidos o golpeteo. 
Las lesiones pueden producir dificultad en la ubicación del sonido en el espacio y perdida de la audición.
El modelo de flujo dual para el procesamiento del lenguaje: un flujo dorsal está involucrado en el mapeo del sonido a la articulación, y un flujo ventral en el mapeo del sonido al significado.
En la comprensión del lenguaje, los modelos tradicionales se enfocaron en la corteza temporal posterior izquierda como base neurológica para la comprensión, sin embargo las lesiones y los estudios funcionales de imagen indican el involucramiento de una red extensa de regiones corticales a través de vías de asociación de larga distancia.

Los estudios muestran la existencia de diferencias intersexuales en la circunvolución de Heschl. Así, en las mujeres ésta parece ser mayor en el hemisferio izquierdo, y en los hombres tiene mayor tamaño la circunvolución de Heschl del hemisferio derecho.